# Jan Luchies Nysingh (jurist)
Jan Luchies Nysingh (De Wijk, 27 september 1877 – Den Haag, 3 december 1945) was een Nederlands jurist, waarnemend gouverneur van Suriname, en Officier van Justitie.
Hij werd geboren in De Veldkamp (destijds gemeente De Wijk) als zoon van de landbouwer Rudolf Willem Nysingh. Hij heeft rechten gestudeerd aan de Universiteit Leiden waar hij in 1902 promoveerde.
Datzelfde jaar vestigde Nysingh zich in Meppel als advocaat en procureur en in 1905 werd hij in die plaats kantonrechter-plaatsvervanger. In 1907 ging hij werken als ambtenaar van het Openbaar Ministerie (OM) bij het kantongerecht in Zierikzee waarna hij later dat jaar overstapte naar een soortgelijke functie bij het het kantongerecht in Tiel. Daar werd hij in 1913 benoemd tot substituut officier van justitie. In dezelfde functie was hij vanaf 1916 actief bij de rechtbank van Haarlem tot hij op 6 oktober 1919 benoemd werd tot procureur-generaal bij het gerechtshof in Paramaribo. Enkele maanden daarvoor was hij te Haarlem getrouwd met Maria Elisabeth Heshuysen. In december 1921 werd hij in plaats van buitengewoon lid een gewoon lid van de Raad van Bestuur van Suriname.
Toen de gouverneur van Suriname Aarnoud van Heemstra in mei 1924 voor verlof naar Nederland ging, werd de president van het Surinaamse Hof van Justitie mr. L.J. Rietberg de waarnemend gouverneur. Omdat Rietberg in september ernstig ziek werd, besloot hij het waarnemend gouverneurschap over te dragen aan Nysingh. Vlak nadat Nysingh op 18 september in de Koloniale Staten de eed aflegde bereikte hem het bericht dat Rietberg kort voor het begin van de ceremonie al overleden was. Nysingh zou waarnemend gouverneur blijven tot Van Heemstra in februari 1925 terugkeerde. In november 1924 werd Nysingh benoemd tot ondervoorzitter van de Raad van Bestuur van Suriname. Tijdens het verlof van Van Heemstra in 1926 was hij wederom waarnemend gouverneur. Tussen het vertrek van Van Heemstra en de komst van de nieuwe gouverneur Bram Rutgers in de zomer van 1928 was hij voor de derde keer waarnemend gouverneur.
Eind van dat jaar werd Nysingh in Nederland benoemd tot officier van justitie in Utrecht als opvolger van mr. jhr. A. Calkoen, waarbij mr. dr. F.L.J. van Haaren hem opvolgde als procureur-generaal bij het Surinaamse Hof van Justitie.
Na het plotselinge overlijden van mr. W.L. Luyken Glashorst op 4 februari 1932 volgde hij deze op als officier van justitie bij de arrondissementsrechtbank in Den Haag. In oktober 1942 moest Nysingh deze functie neerleggen vanwege het bereiken van de pensioengerechtigde leeftijd.
Mr. J.L. Nysingh is op 3 december 1945 op 68-jarige leeftijd in Den Haag overleden en op 7 december aldaar begraven.